# På andra sidan gryningen
På andra sidan gryningen är den sjunde och sista delen i John Marsdens bokserie.
- Originaltitel: The other side of dawn
- Utgivningsår: 2000
- Omslag: Kaj Wistbacka

## Handling
Ellie och hennes vänner får vapen, mat och ammunition av Nya Zeelands militär och skall nu ge sig in på riktiga gerillauppdrag, något som skiljer sig helt från deras opportunistiska attacker de hitintills utfört. Ryan, en militär från Nya Zeeland, lär dem att använda de otroligt kraftfulla sprängämnen de tilldelats och lämnar sedan dem. De återvänder till Stratton där de återigen slår läger i ett av husen som sedan länge är övergivet.
Ivern över att få slå till och slippa att vänta frestar på nerverna och allt oftare ryker de ihop om småsaker. Till slut bestämmer sig Homer och Ellie för att göra något åt de ständiga motorcykelpatrullerna och sätter ännu en plan i verket.
Snart är det dags för en kraftfull attack mot en ockupanternas viktiga byggnader, en bränsledepå. Nu skall de plastiska sprängämnena komma till användning.
Visst lyckas de att spränga byggnaden, men efter det går allt fruktansvärt snett och de 5 vännerna (numera gerillasoldater) skiljs åt. Ellie flyr desperat, tätt följd av stor hop beväpnade soldater, och tar till slut den enda chansen hon får. Ett tåg med öppna vagnar som håller låg hastighet passerar bron hon befinner sig på. Hon tvekar inte.
Väl nere i en av de öppna vagnarna fortsätter jakten och återigen tvingas hon att kämpa för livet, nu dessutom obeväpnad…